# Pedro Leopoldo
Pedro Leopoldo é um município brasileiro do estado de Minas Gerais. Sua população recenseada em 2022 era de 62 580 habitantes. Situa-se na Região Metropolitana de Belo Horizonte, a 46 quilômetros a noroeste da capital mineira, ligando-se a esta por meio das rodovias estaduais MG-010 e MG-424. O município se situa às margens de uma ferrovia, a Linha do Centro da antiga Estrada de Ferro Central do Brasil, por onde também se realiza a ligação com a capital mineira e com o estado do Rio de Janeiro, estando atualmente concedida ao transporte de cargas. Parte do seu território se encontra na Área de Proteção Ambiental Carste de Lagoa Santa.

## História

### História profunda
Os registros de ocupação humana encontrados em Pedro Leopoldo são os mais antigos da América, tendo sido encontrado na região o fóssil de Luzia, cuja idade foi estimada em doze mil anos. Os ossos de Luzia foram descobertos na década de 1970 no sítio arqueológico de Lapa Vermelha IV, localizado a leste do centro do município de Pedro Leopoldo, próximo a divisa com o atual município de Confins, até então distrito do município de Lagoa Santa. O nome "Luzia" é um apelido dado pelo biólogo Walter Alves Neves, do Instituto de Biociências da Universidade de São Paulo, inspirado em Lucy, um fóssil de Australopithecus afarensis de 3,2 milhões de anos, descoberto em 1974. Lá também se encontram pinturas rupestres em forma de linha, sugerindo que os primeiros povos a habitar a região possuíam um sistema rudimentar de anotações.

### Formação do povoado
Sabe-se também que, por voltas do século XVII, já havia fazendas de gado no que hoje é o território da cidade. A formação do povoado da Quinta do Sumidouro, às margens do Rio das Velhas, e que até hoje constitui um importante registro histórico de Pedro Leopoldo, possuindo as históricas construções da casa do bandeirante Fernão Dias Paes Leme, e a Capela do Rosário, em estilo barroco, uma das primeiras do Estado, cujo altar foi esculpido por Aleijadinho.
Mas o surgimento do que constituiria hoje a porção central conhecida como o município pedroleopoldense só veio em 1893, quando Antônio Alves Ferreira da Silva, adquiriu a fazenda das Três Moças em razão do potencial hidráulico da cachoeira de mesmo nome, e lá instalou mais uma indústria têxtil (ele já possuía uma em sua outra fazenda, a dos Macacos). A Companhia Fabril Cachoeira Grande foi a primeira atividade econômica relevante na cidade, e, por muito tempo, a dominante, junto à atividade agropecuária.
A criação da fábrica de tecidos trouxe movimento para a localidade, fazendo surgir as primeiras casas do atual centro, conhecidas como as "casas do quadro", que abrigavam os funcionários que vieram trabalhar na fábrica. O povoamento criado então recebeu o nome de arraial da Cachoeira Grande, em referência à companhia têxtil.
Outro marco importante é a construção da Estação Ferroviária Dr. Pedro Leopoldo, inaugurada em 17 de julho de 1895, num terreno doado pela Fábrica. A estação recebeu o nome do engenheiro-chefe responsável pelo prolongamento da ferrovia na região, Pedro Leopoldo da Silveira. Em pouco tempo transformou-se de uma estação de parada para uma movimentada estação ferroviária. Por volta de 1901, a maior parte da população de Pedro Leopoldo eram trabalhadores da fábrica de tecido e da estrada de ferro.

### Emancipação política
Em 1901, por meio de uma Lei Municipal de Santa Luzia foi criado o distrito de Pedro Leopoldo, nome adotado pelos moradores em referência a estação. Em 1924 foi instalado o município de Pedro Leopoldo, desmembrado do município de Santa Luzia do Rio das Velhas. O novo município tinha como distritos Pedro Leopoldo (sede), Matozinhos, Fidalgo, Capim Branco, Prudente de Morais e Vera Cruz. Posteriormente foi anexado o território de Ribeirão das Neves ao município, contudo nos anos de 1943 e 1953 os distritos são emancipados. Pedro Leopoldo desde então mantém o atual território, com a criação de outros distritos sem alterar seus limites.
Em 1918, o Governo Federal instala em Pedro Leopoldo a Fazenda Modelo, como fomento à agropecuária que se formou em torno da cidade. Lá trabalhou por muitos anos o médium Chico Xavier. Da década de 50 em diante, instalam-se várias indústrias na cidade, como Cimento Cauê e Ciminas, além de várias mineradoras independentes, transformando o calcário numa das principais fontes de riqueza municipal.

### Filhos ilustres
- Biografias de pedroleopoldenses ilustres.

## Economia
A economia de Pedro Leopoldo foi muito impulsionada pela instalação de indústrias, notavelmente entre as décadas de 50 e 70. Dentre as principais indústrias da cidade situam-se hoje Camargo Correa e Holcim, entre outras. De importância histórica, a indústria de vassouras Xap-Xap, que, afora a primeira, é a única indústria sobrevivente no município que data de antes de 1950.
No setor financeiro, a cidade de Pedro Leopoldo foi contemplada coma uma ampla variedade de bancos, sendo que desde 1992 conta com uma cooperativa de crédito voltada ao produtor rural, denominada SICOOB CREDIPEL. Além do SICOOB, o Bradesco, Caixa Econômica Federal, Banco do Brasil, Mercantil do Brasil, BMG, HSBC e Itaú são outros bancos e financeiras presentes no município.
A mineração também é uma área importante para o município, havendo empresas regionais de destaque como a Mineração Lapa Vermelha produtora de cal virgem, calcário para siderurgia e brita para a construção civil.
No setor de biotecnologia, a cidade de Pedro Leopoldo é uma das pioneiras na América Latina com o estudo em bovinos. O Cenatte Embriões, localizado na cidade, atua no setor há mais de 25 anos com eficiência técnica, sendo a primeira empresa mineira a produzir clones bovinos. Dentre as funções, destacam-se fertilização in vitro, clones bovinos e transferência de embriões.
Existe ainda a atividade agropecuária na cidade, que conta com importantes fazendas de importância econômica e histórica para Pedro Leopoldo, sendo que muitas delas atualmente também começam a usar o turismo como fonte de renda.
O setor de serviços também é muito importante, constituindo oficialmente, como na maioria dos lugares, a maior parcela do Produto Interno Bruto (PIB) municipal, havendo muitas lojas e bares, e um número expressivo de pequenas galerias e shopping-centers na cidade, além de vários supermercados. Afora o comércio, também é de destaque o setor de serviços.
Nos últimos anos, há vários projetos de instalações industriais na cidade, a criação de um Distrito Industrial e a criação de um "porto seco" que vai gerenciar exportações via Aeroporto de Confins.

## Turismo

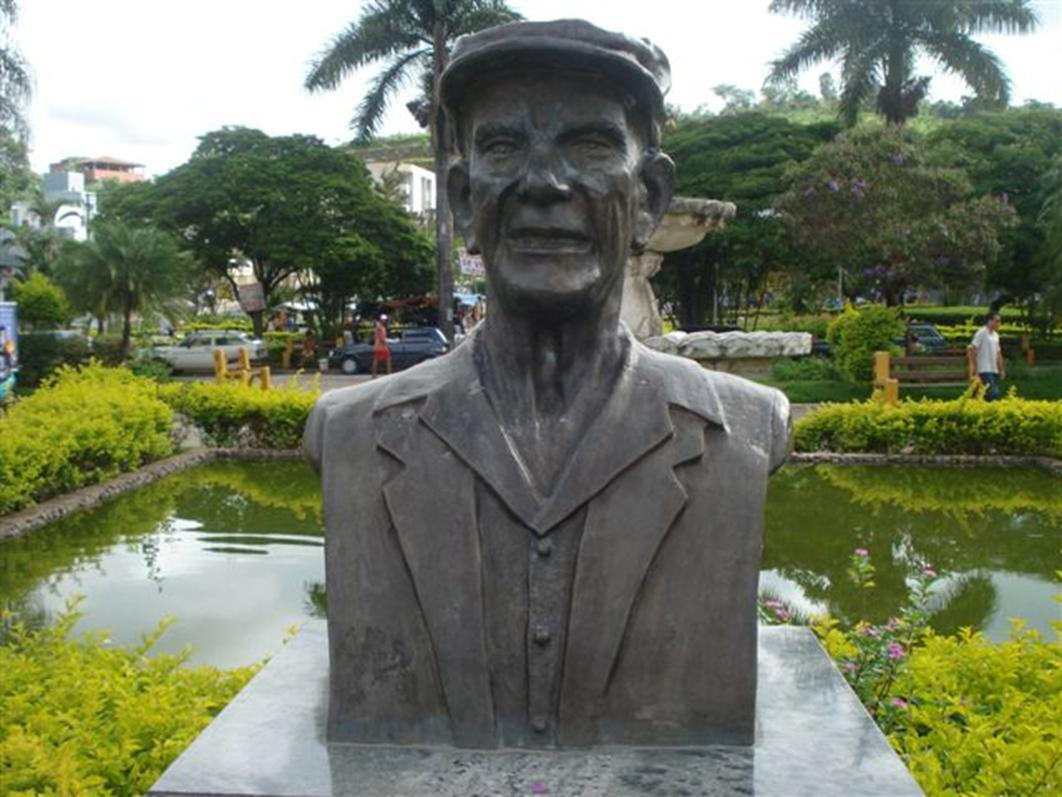
Busto do médium Francisco Cândido Xavier na "Praça Chico Xavier".

Na Linha do Centro da antiga Estrada de Ferro Central do Brasil, se encontram as estações ferroviárias do município: Estação Doutor Lund e Estação Pedro Leopoldo, ambas originais do século XIX. Embora já não operem há anos para embarque de passageiros, atualmente encontram-se restauradas e conservadas, sendo dois pontos turísticos e históricos da cidade. Há também uma terceira estação ferroviária no município, a Estação Wilson Lobato, de estilo contemporâneo e construída pela antiga Rede Ferroviária Federal. Embora também opere para o transporte de cargas, não possui o mesmo charme das duas centenárias estações da cidade.